# Заречье (Максатихинский район)
Заречье (карел. Zaruučča) — хутор в Максатихинском районе Тверской области, административный центр Зареченского сельского поселения.

## География
Расположен на берегу реки Ривица в 3 км на юго-восток от районного центра посёлка Максатиха близ автодороги 28К-0034 Вышний Волочек — Сонково.

## История
В конце XIX — начале XX века хутор входил в состав Рыбинской волости Бежецкого уезда Тверской губернии. 
С 1929 года хутор входил в состав Ривицкого сельсовета Максатихинского района Бежецкого округа Московской области, с 1935 года — в составе Калининской области, с 2005 года — центр Зареченского сельского поселения.

## Население
| 1859 | 1997 | 2002 | 2010 |
| ---- | ---- | ---- | ---- |
| 41   | ↗189 | ↗196 | ↘188 |

## Инфраструктура
В хуторе имеются детский сад, отделение почтовой связи.